# 第29回カンヌ国際映画祭
第29回カンヌ国際映画祭（だい29かいカンヌこくさいえいがさい）は1976年5月13日から26日にかけて開催された。

## 受賞結果
- パルム・ドール：『タクシードライバー』（マーティン・スコセッシ）
- 審査員特別グランプリ：『カラスの飼育』（カルロス・サウラ）、『O侯爵夫人』（エリック・ロメール）
- 監督賞：エットーレ・スコラ（『醜い奴、汚い奴、悪い奴』）
- 男優賞：ホセ・ルイス・ゴメス（『Pascual Duarte』）
- 女優賞：マリ・テレシク（『Déryné hol van?』）、ドミニク・サンダ（『フェラモンティ家の遺産』）

## 審査員

### コンペティション部門
- 審査委員長 
  - テネシー・ウィリアムズ （アメリカ/作家）
- 審査員
  - コスタ・ガヴラス (フランス/監督)
  - アンドレアス・コヴァクス (ハンガリー/監督)
  - シャーロット・ランプリング (イギリス/女優)
  - マリオ・チェッキ・ゴーリ(イタリア/プロデューサー)
  - ロレンツォ・ロペス・サンチョ (スペイン/ジャーナリスト)
  - ゲオルグ・シェアデ (レバノン/作家)
  - マリオ・バルガス＝リョサ (ペルー/作家)
  - ジャン・カルズー (フランス/画家)

## 上映作品

### コンペティション部門
アルファベット順。邦題がない場合は原題の下に英題。
| 題名 原題                                                        | 監督                                    | 製作国                  |
| ---------------------------------------------------------------- | --------------------------------------- | ----------------------- |
| Actas de Marusia (Letters from Marusia)                          | ミゲル・リッティン                      | メキシコ                |
| Babatu                                                           | ジャン・ルーシュ                        | ニジェール              |
| 醜い奴、汚い奴、悪い奴 Brutti sporchi e cattivi                  | エットーレ・スコラ                      | イタリア                |
| ダウンタウン物語 Bugsy Malone                                    | アラン・パーカー                        | イギリス                |
| カラスの飼育 Cría cuervos                                        | カルロス・サウラ                        | スペイン                |
| O侯爵夫人 Die Marquise von O...                                  | エリック・ロメール                      | フランス 西ドイツ       |
| Déryné hol van? (Mrs. Dery Where Are You?)                       | ギュラ・マール                          | ハンガリー              |
| さすらい Im Lauf der Zeit                                        | ヴィム・ヴェンダース                    | 西ドイツ                |
| フェラモンティ家の遺産 L'eredità Ferramonti                      | マウロ・ボロニーニ                      | イタリア                |
| 爪と牙 La griffe et la dent                                      | フランソワ・ベル ジェラール・ヴィエンヌ | フランス                |
| テナント/恐怖を借りた男 Le locataire                             | ロマン・ポランスキー                    | フランス                |
| パリの灯は遠く Monsieur Klein                                    | ジョセフ・ロージー                      | フランス イタリア       |
| グリニッチ・ビレッジの青春 Next Stop, Greenwich Village          | ポール・マザースキー                    | アメリカ合衆国          |
| Nishaant (Night's End)                                           | シャーム・ベネガル                      | インド                  |
| Pascual Duarte                                                   | リカルド・フランコ                      | スペイン                |
| 天使の影 Schatten der Engel                                      | ダニエル・シュミット                    | スイス 西ドイツ         |
| スーパーカー・フェラーリ/青春の暴走 Sweet Revenge                | ジェリー・シャッツバーグ                | アメリカ合衆国          |
| タクシードライバー Taxi Diver                                    | マーティン・スコセッシ                  | アメリカ合衆国          |
| Un enfant dans la foule (A Child in the Crowd)                   | ジェラール・ブラン                      | フランス                |
| Vizi privati, pubbliche virtù (Private Vices and Public Virtues) | ミクロシュ・ヤンチョー                  | イタリア ユーゴスラビア |

### 特別招待作品
- ザッツ・エンタテイメント PART2 - ジーン・ケリー (アメリカ)
- ヒッチコックのファミリー・プロット - アルフレッド・ヒッチコック (アメリカ)
- 1900年 - ベルナルド・ベルトルッチ (イタリア)
- ローマに散る - フランチェスコ・ロージ (イタリア)
- 鏡の中の女 - イングマール・ベルイマン (スウェーデン)